# Objective Individual Combat Weapon
OICW (англ. Objective Individual Combat Weapon — целевое индивидуальное боевое оружие) — программа разработки американского стрелково-гранатомётного комплекса, проводившаяся на конкурсной основе в 1990-е годы.
В 2001 году комплексу был присвоен индекс XM29 OICW. В 2004 году в связи с недостаточной эффективностью поражающего действия 20-мм гранаты ABM (Air Burst Munition) и необходимостью увеличения калибра гранатомётной части, комплекс был разделён на две независимые системы — 5,56-мм модульный автомат XM8 (OICW Increment 1) и 25-мм самозарядный ручной гранатомёт XM25 (OICW Increment 2), разработка которых в настоящий момент заморожена. Возобновление разработки единого комплекса XM-29 планируется после отработки независимых подсистем и преодоления весовых ограничений за счёт использования ряда усовершенствований и новейших достижений, в том числе, датчиков и электронных компонентов, композиционных материалов, источников питания, керамических стволов, беспроводных разъёмов и перспективных цифровых технологий. Одновременно считается, что 25-мм граната управляемого подрыва позволит поражать помимо открыто расположенных целей, также укрытые цели, — использующие складки рельефа и элементы защитных сооружений и техники.

## Разработка
При разработке комплекса XM29 OICW предусматривалось обеспечение сопряжения комплекса с боевым комплексом пехотинца, Land Warrior в частности наличие канала передачи данных видео информации с прицела на нашлемный дисплей солдата или командира - позднее это требование было аннулировано, - для поражения укрытых складками местности целей, в том числе скрытых за преградами.
Разработка велась на конкурсной основе. В конкурсе приняли участие три промышленные группы компаний:
1. AAI Corporation, Кокисвилл, Мэриленд.
2. Alliant Techsystems, Идайна, Миннесота, и Heckler & Koch, Оберндорф, ФРГ.
3. Olin Ordnance, Сент-Питерсберг, Флорида, и FN Herstal, Эрсталь, Бельгия.

С которыми были заключены контракты на изготовление и предварительные испытания опытных образцов до 1994 года.
    
В финал конкурса вышли два главных претендента: AAI и Alliant Techsystems:
|                                                                                        |                                 |
| опытный прототип в варианте AAI                                                        | опытный прототип в варианте ATK |
| (оба варианта интегрированы в прицельный комплекс, встроенный в каску военнослужащего) |                                 |

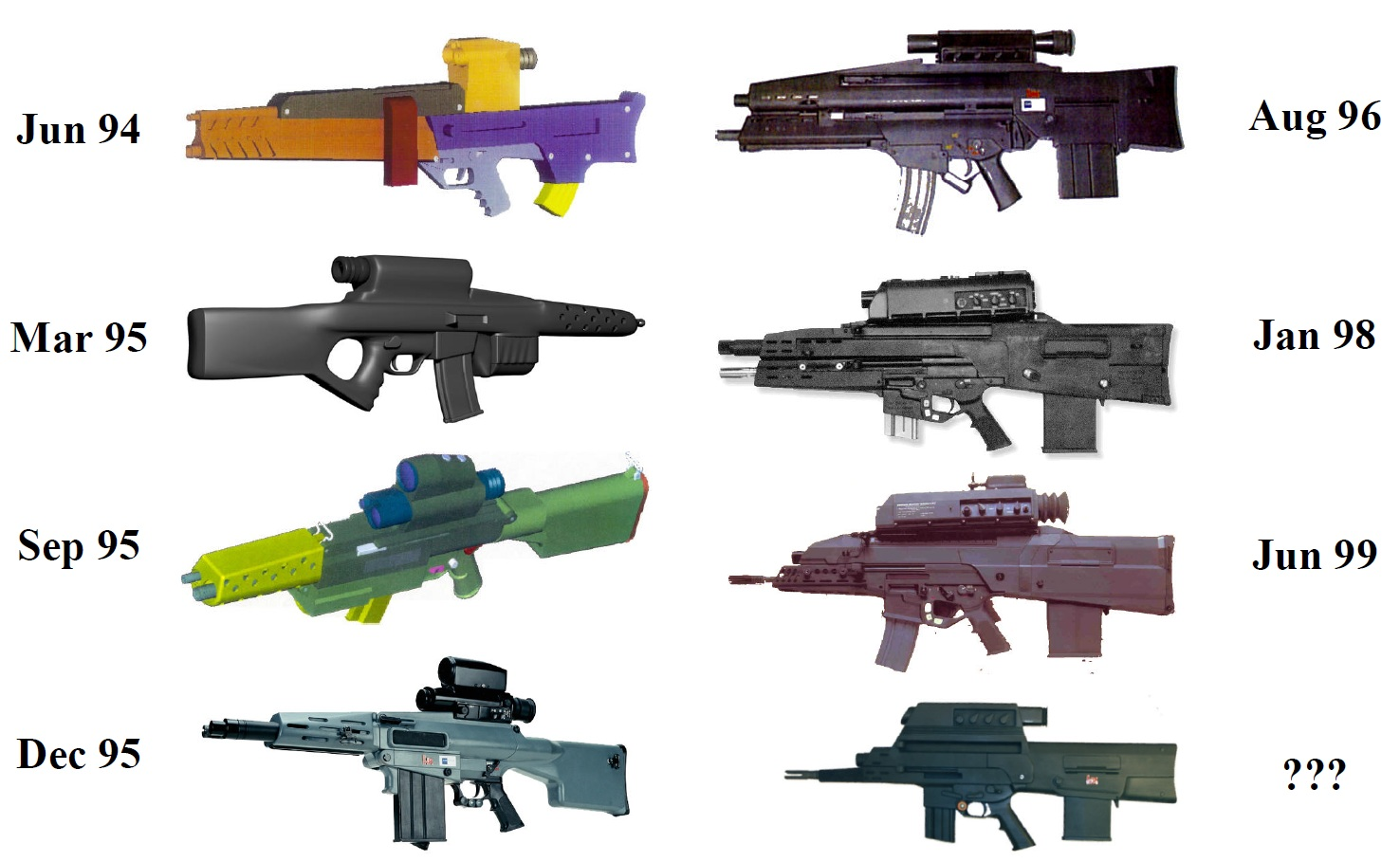
Развитие комплекса OICW с 1994 по 1999: от концептуального макета до рабочего образца Heckler&Koch.

Параллельно с американской программой OICW, с 1994 года проводилась одноименная британская программа, в которой участвовали: консорциум ATK (США), Heckler & Koch (ФРГ/Великобритания) и Brashear LP (США).
В 2004 году программа XM29 была закрыта, вместо нее были начаты две отдельных программы - создания нового 5,56-мм автомата XM8 и 25-мм многозарядного полуавтоматического ручного гранатомета XM25. Обе программы были официально закрыты, в 2006 и в 2018 году.

## Конструкция
Конструктивно OICW состоит из трёх модулей:
- модуль «HE» (High Explosive) — основной модуль, самозарядный 20-мм гранатомёт;
- модуль «KE» (Kinetic Energy) — вспомогательный, 5,56-мм винтовка;
- модуль управления огнём (Full Solution Fire Control System, или Target Acquasition/Fire Control System — имеет дневной/ночной 6× кратный телевизионный прицелы, лазерный дальномер, баллистический вычислитель и подсистему программирования взрывателя гранаты. В англоязычной литературе встречается наименования модуля TA/FCS - компьтеризованный прицел 'computerized sight'.

Модуль «КЕ» не имеет приклада. Режимы ведения огня — одиночный или автоматический. Винтовка наводится единым прицельным блоком и оснащена блоком кнопок для управления системой управления огнём.
Модуль «НЕ» работает за счёт автоматики на основе газоотводной схемы. Ствол из титанового сплава.
Модуль управления огнём состоит из телевизионного прицела с 6-кратным увеличением, лазерного дальномера и баллистического микропроцессорного вычислителя, сопряжённых друг с другом в единое целое.

## Особенности
По первоначальным планам, на каждое пехотное отделение из 9 человек должно было приходиться 4 комплекса М29 (XM29 после принятия на вооружение), которые таким образом заменили бы состоящие на вооружении комплексы М16А2 с подствольным гранатомётом М203 и ручные пулемёты M249. По расчётам, эффективность OICW по сравнению с комплексом М16/М203 должна увеличиться в 5 раз за счёт возможности подавления пехотного отделения противника на дальностях 800—1000 м гранатой воздушного (дистанционного) подрыва ABM (Air Burst Munition). Измеренная дальномером дальность до цели отображается на дисплее прицела и автоматически вводится в систему управления огнём для расчёта поправок на условия стрельбы и определения количества оборотов гранаты на траектории. Программирование гранаты осуществляется в оружии, на этапе заряжания и представляет введение исходных данных и поправок, выдаваемых баллистическим вычислителем, для решения задачи совмещения точки неконтактного подрыва гранаты с контуром цели.
Однако, существенным недостатком комплекса оказалась его цена — при серийном производстве стоимость одного образца должна была составлять около 10 тыс. долл. (стоимость автомата М16А2 составляет порядка 600-700 долл.). Другим недостатком оказалась масса комплекса 8,16 кг (2003 год), признанная «неприемлемой для сухопутных войск США» (по ТЗ должна быть не более 6,35 кг).

## Боеприпасы
Оружие OICW позволяет ведение огня двумя видами различных по калибру боеприпасов, предназначенными для использования в основной и вспомогательной системах оружия. В боекомплект основного оружия входит выстрел XM1018 с 20-мм осколочной гранатой воздушного подрыва HEAB (High Explosive Air Burst). В боекомплект вспомогательной системы оружия входят стандартные патроны 5,56×45 мм НАТО.
20-мм граната воздушного подрыва конструктивно состоит из двух боевых частей — головной и донной, подрыв которых осуществляется электромеханическим взрывателем, расположенным посредине гранаты. Подобная схема выбрана для увеличения угла разлёта осколков. Осколки донной боевой части более тяжёлые. В соответствии с ТТТ предусматривалось формирование осколочного поля гранаты, способного поражать живую силу в СИБ типа PASGT. Работа программируемого электромеханического взрывателя основана на использовании электронного устройства подсчёта числа оборотов гранаты на траектории полёта до точки подрыва.